# Першому гравцеві приготуватися
«Першому гравцеві приготуватися» (англ. Ready player one) — науково-фантастичний роман сценариста Ернеста Клайна. Книгу опублікувало видавництво «Рендом Гауз» (англ. Random House) 16 серпня 2011 року. 2012 року роман відзначений премією Alex Award Young Adult Library Services Association та премією «Прометей».

## Сюжет
2044 рік, через велику рецесію світова економіка перебуває в стані занепаду. Відчувається глобальний дефіцит ресурсів, тоді як інтернет та ігрова культура досягає чималих висот, отримавши таке творіння, як ОАЗІС — Онтологічний Антропоцентричний Зоровий Імерсивний Симулятор — багатокористувацька онлайнова рольова гра, створена Джеймсом Галлідеєм і Огденом Морров. Джеймс Галлідей перед смертю залишає заповіт, який повідомляє, що в грі є три ключі та віртуальне «великоднє яйце». Пройшовши крізь лабіринти ОАЗІСУ та відшукавши «крашанку», гравець отримає всі його багатомільярдні статки. Битва за головну нагороду починається відразу після оголошення заповіту, однак протягом кількох років нікому так і не вдається знайти першу підказку. Геніальний розробник був схиблений на культурі 80-х, тому Мисливці за великоднім яйцем Галлідея попросту вивчають напам'ять фільми, серіали, пісні та події того періоду, з надією, що це допоможе розгадати головоломки. Відважним Мисливцям протистоїть глобальний конгломерат зв'язку і найбільший інтернет-провайдер у світі — Innovative Online Industries або IOI (вимовляється як «ай-ов-ай»), головною метою якого є захоплення ОАЗІСУ.

## Персонажі
- «Parzival/Вейд Овен Вотс» — головний герой, бідний сирота з «гравців» на околиці Оклахоми. Його персонаж в ОАЗІСІ називається Parzival на честь одного з лицарів круглого столу короля Артура Персіваля, який прославився своїми пошуками Святого Грааля. Як і міфічний герой, Вейд присвячує своє життя пошукам «крашанки», щоб вирватися з навколишньої жорстокої реальності.
- «Aech/Гелен Гарріс» — найкращий друг Вейда, товариш і суперник в пошуках «крашанки».
- «Art3mis/Саманта Евелін Кук» — відомий блогер і Мисливець за «крашанкою». Вейд закохується в Art3mis, це заважає їм займатися пошуками. Art3mis вирішує, що для здійснення їхньої мрії їм не варто спілкуватися.
- «Daito і Shoto/Тошіро Йошіакі та Акіхіде Каратсу» — японські Мисливці, разом займаються пошуками «крашанки», входять у п'ятірку лідерів поряд з Parzival, Aech і Art3mis.
- «Нолан Сорренто/IOI-#655321» — керівник оперативного відділу Innovative Online Industries, головний ворог і супротивник Мисливців.
- «Anorak/Джеймс Донован Галлідей» — творець ОАЗІСУ. За деякими даними, його персонаж є прототипом Говарда Г'юза і Річарда Герріота.[4][5]
- «Og/Огден Морроу» — один з творців ОАЗІСУ і найкращий друг Джеймса Галлідея. Він є одним з небагатьох у світі, хто є багатим і може дозволити собі розкіш, недоступну більшості. Проте він скромний, поважає гру свого покійного друга і полювання за «крашанкою». Одружений з «Кірі/Leucosia», коханою Галлідея. Цей і стало причиною припинення їхньої дружби.

## Екранізація
Ворнер Бразерс у червні 2010 року здобули права на екранізацію роману Ернеста Клайна «Першому гравцеві приготуватися». У березні 2015 року стало відомо, що режисером фільму стане Стівен Спілберг. А вже 29 березня 2018 року відбулась прем'єра стрічки в Україні

## Додаткові видання
Фанфік Енді Вейра — «Ласеро», опублікований у виданні книги 2016 року, став канонічним для світу «Перший гравець, приготуйся». «Ласерто» слугує приквелом головного роману та розповідає передісторію Нолана Сорренто.

## Переклади українською
- Клайн, Ернест (2017). Першому гравцеві приготуватися. Переклад з англ.: Зоряна Крижанович, Юрій Нікітюк. Київ: KM Books. 520 стор. ISBN 978-617-7498-96-3. {{cite book}}: стрип-маркер templatestyles в |інші= на позиції 12 (довідка)